# Tomasz Kafarski
Tomasz Kafarski (ur. 13 stycznia 1975 w Kościerzynie) – polski trener piłkarski, piłkarz.

## Kariera piłkarska
Jest absolwentem gdańskiej AWF, rozpoczynał swą karierę piłkarską w Kaszubii Kościerzyna. Przez kilka lat był zawodnikiem Lechii Gdańsk, gdzie współtworzył jedną najsilniejszych grup młodzieżowych w Polsce. Z drużyną z Gdańska, w której grali m.in. Marcin Mięciel i Grzegorz Szamotulski, zdobył złoty i srebrny medal mistrzostw Polski juniorów. W 1993 powrócił do Kaszubii i grał w tym klubie do 2002.

## Kariera trenerska
W lipcu 2001 został pierwszym trenerem Kaszubii Kościerzyna. Funkcję tę pełnił przez 5 lat. Od czerwca 2006 związany z Lechią Gdańsk, jako drugi trener pierwszego zespołu. W sierpniu 2007 w trzech meczach prowadził tę drużynę jako pierwszy trener. 7 kwietnia 2009 został trenerem pierwszego zespołu Lechii Gdańsk. 8 listopada 2011 został zwolniony.
11 kwietnia 2013 rozpoczął pracę w I-ligowej Flocie Świnoujście. 25 czerwca 2013 został trenerem I-ligowej Olimpii Grudziądz. Zastąpił na tym stanowisku Tomasza Asensky'ego. 6 stycznia 2014 został zwolniony z funkcji trenera Olimpii. 7 maja 2014 ponownie został trenerem Floty Świnoujście, z kontraktem do końca sezonu 2014/2015. Od 30 marca 2015 do 18 marca 2017 był trenerem Bytovii Bytów. 
W sezonie 2022/2023 prowadził w I lidze Chojniczankę Chojnice, później Sandecję Nowy Sącz; w tejże edycji obie drużyny spadły do II ligi. Decyzją Zarządu MKS Sandecja S.A z dniem 9 sierpnia 2023 roku został odsunięty od prowadzenia pierwszego zespołu.